# Sour Candy
«Sour Candy» és una cançó de la cantant estatunidenca Lady Gaga en col·laboració amb el grup de pop coreà Blackpink.
Va ser publicat digitalment com a single promocional el 28 de maig de 2020, unes hores abans del llançament del sisè àlbum d'estudi de Lady Gaga: Chromatica. La lletra és majoritàriament en anglès, amb alguns versos en coreà.
Tot i no rebre cap tipus de promoció, el dia 29 de maig del 2020, Sour Candy va ser la segona cançó més escoltada a Spotify arreu del món, només superada per Rain On Me, una altra de les cançons de Lady Gaga.
El 16 de Maig, Lady Gaga va compartir al seu canal de YouTube el lyric video oficial de la cançó.